# Ali Buçan
Ali Buçan (* 23. Dezember 1964 in İkizdere) ist ein ehemaliger türkischer Fußballspieler und heutiger Trainer.

## Karriere

### Als Spieler
Buçan spielte für drei Jahre für Tavşanlı Linyitspor in der dritten Liga. Sein einziges Tor erzielte er am 22. Dezember 1991 beim Derby gegen Kütahyaspor. 1994 beendete er als 29-Jähriger seine Karriere.

### Als Trainer
Seine Trainerlaufbahn begann 2007 als Co-Trainer bei Tavşanlı Linyitspor. In den Folgejahren war er abwechselnd Jugendtrainer, Co-Trainer und später auch Trainer der U-21. Am 3. September 2014 unterschrieb er als Cheftrainer bei Ardeşenspor, das Ziel lautete Aufstieg. Wegen Erfolglosigkeit wurde dieser Vertrag jedoch knapp einen Monat später wieder aufgelöst, Buçan trainierte anschließend noch Akıncılarspor und Adıyaman 1954 Spor, bevor er 2016 wieder als Jugendtrainer zu Tavşanlı Linyitspor zurückkehrte. Am 30. März desselben Jahres wurde er zum Cheftrainer befördert.